# Amy Kohn
(Arif Mardin)
Amy Ruth Kohn (Chicago, 5 giugno 1972) è una compositrice, cantautrice, pianista e fisarmonicista statunitense.
Nata a Chicago, ha iniziato a prendere lezioni di piano a 7 anni, per poi studiare musica all’Interlochen National Music Camp in Michigan, all'Oberlin College and Conservatory of Music in Ohio e al Graduate Musical Theatre Writing Program della New York University.
L'opera/musical ’1 Plum Sq.’ scritta nel 1997 come tesi di dottorato alla New York University è stata poi prodotta nel 2005 dalla WNYC (New York Public Radio) e trasmessa dalla stessa in uno speciale.
A New York City ha conosciuto il leggendario produttore Arif Mardin che l'ha nominata 'a Musical Devil in a Red Dress' (un Diavolo musicale in un vestito rosso) e che l'ha scelta come cantante e fisarmonicista nella sua ultima fatica: un album di canzoni scritte da Mardin stesso e prodotto nel suo ultimo anno di vita nonostante la lotta contro il cancro, album che ha impegnato altri musicisti come Norah Jones, Phil Collins e Dianne Reeves.
Dopo la scomparsa di Arif Mardin, Amy Kohn ha co-prodotto il proprio album I'm in Crinoline (2006) con l'etichetta NuNoise Records di proprietà di Joe Mardin, figlio di Arif.
Attualmente Amy Kohn vive a New York City dove è leader della sua band di 7 componenti (la Amy Kohn Band) che si esibisce principalmente nei locali della città.
Oltre agli Stati Uniti si è esibita come solista in festival europei (tra cui Edinburgh's Fringe Festival, Woma Jazz, UBI Jazz e Festival of Performing Arts di Pola) e in tandem con l'amica pianista e cantautrice Debora Petrina nel progetto Naked (NienteAltroKEDonne). È stata inoltre trasmessa da molte radio europee (tra cui le inglesi BBC Radio 3, BBC Radio 6 e l'olandese Conzertzender).
Amy Kohn ha lavorato su commissione per il quartetto d'archi Ethel di New York City, per il pianista Guy Livingston (DVD: One Minute More) e per la compagnia teatrale per l'infanzia I Fantaghirò di Padova.

## Discografia
- 1999 - The Glass Laughs Back (Amymusic)
- 2006 - I'm in Crinoline (Amymusic, NuNoise Records)
- 2014 - PlexiLusso (Palpebre Label)